# Kabelsketal
Kabelsketal é um município da Alemanha, situado no distrito de Saale, no estado de Saxônia-Anhalt. Tem 50,96 km² de área, e sua população em 2019 foi estimada em 8.837 habitantes.